# Teatro degli Astrusi
Il teatro degli Astrusi è un teatro situato a Montalcino.

## Storia e descrizione
Vero gioiello di architettura teatrale legato alla locale Accademia degli Astrusi, fu progettato nel 1766 (pianta a ferro di cavallo con due ordini di palchi riccamente decorati con stucchi e pitture) dal celebre architetto chiancianese Leonardo De Vegni.
Dopo un pesante rimaneggiamento dei palchi avvenuto nel 1939, nell'ultimo dopoguerra ha iniziato un periodo di declino che prima l'ha portato a essere utilizzato prevalentemente come cinematografo e poi, dal 1975, dopo la cessione da parte dell'Accademia a un privato, addirittura come locale notturno.
Grazie al successo riscosso dal Festival di Montalcino, l'Amministrazione comunale alla metà degli anni ottanta ha proceduto al suo acquisto e ha avviato un piano di restauro, ristrutturazione e risanamento conservativo, su progetto degli architetti Marco Isidori e Gianni Neri, che inserito nel programma regionale FIO è stato ultimato nel 1992.
Grazie ai nuovi impianti, servizi, palcoscenico, graticcia, uffici, camerini e a una capacità di 180 posti, la struttura è divenuta un punto importante negli eventi estivi di Montalcino e ha ripreso un'attività varia che copre un'intensa programmazione annuale.
Nel dicembre 2014 è stata riscontrata una grave lesione alle travature del tetto ed eseguito un intervento di consolidamento. A seguire è stato effettuato un delicato intervento di restauro dalla 
De Feo Restauri di Roma una delle più apprezzate realtà italiane specializzata nel restauro di monumenti e Opere d'arte.